# قایق توپ‌دار کلاس ردبرست
قایق توپ‌دار کلاس ردبرست (به انگلیسی: Redbreast-class gunboat) یک کلاس از قایق‌های توپ‌دار است که طول آن ۱۶۵ فوت ۰ اینچ (۵۰٫۳ متر) می‌باشد.